# 잭 그린웰
존 리처드 그린웰(영어: John Richard Greenwell; 1884년 1월 2일, 크룩 ~ 1942년 11월 20일, 보고타)는 잉글랜드의 축구 선수이자 감독이다. 그는 바르셀로나 감독을 7년 연속으로 맡았는데, 그의 바르셀로나 감독 임기 1기는 요한 크라위프에 이어 역대 2위였다. 로리 스미스의 저서 "미스터: 경기를 선사한 남자"에 따르면, 그린웰은 2기 감독직 임기까지 합쳐 10년을 역임해 바르셀로나 역사상 최장 임기 감독이라고 주장했다. 1939년 그린웰은 코파 아메리카를 우승한 유일한 비남미인 감독으로 이름을 올렸는데, 그는 페루의 사상 첫 대회 우승을 일구어냈다. 그는 카스테욘, 에스파뇰, 발렌시아, 스포르팅 히혼, 마요르카, 우니베르시타리오 데포르테스, 그리고 인데펜디엔테 산타 페의 감독을 역임했다.

## 선수 경력
잭 그린웰은 1884년 1월 2일 더럼 주 크룩에서 출생했다. 광부의 아들인 그는 학교를 졸업하고 부친의 가업을 이어 광부가 되었고, 17세 때부터 노던 풋볼 리그의 크룩 타운에서 측면 수비형 미드필더로 활약했다. 그는 웨스트 오클랜드의 초청 선수로 1909년 토머스 립튼 경 트로피 우승을 돕기도 했다.
1912년 9월 29일, 그는 4-2로 이긴 에스파냐 바르셀로나와의 경기에서 바르셀로나 신고식을 치렀다. 1913년, 그린웰은 친정 구단 크룩 타운이 바르셀로나가 경기를 치를 수 있도록 조정했다. 잉글랜드에서 원정 온 구단은 바르셀로나를 2-4로 이겼고, 이후 1-1과 2-2 무승부를 거두었다. 파울리노 알칸타라, 프란시스코 브루, 그리고 로마 폰스와 함께 젊은 선수단을 짊어진 그린웰은 바르셀로나의 1912-13 시즌과 1915-16 시즌의 카탈루냐 선수권 대회 우승 주역이 되었다.

## 감독 경력

### 스페인 무대
선수 생활을 마친 후 주안 감페르 바르셀로나 회장은 그를 바르셀로나 감독으로 내정하였고, 1917년 7월 7일에 3-1로 이긴 에우로파와의 경기에서 감독으로서의 첫 경기를 치렀다. 그는 이후 구단을 492경기 동안 이끌었고, 당시 구단 역사상 첫 "중흥기"를 이끌었다. 그는 알칸타라의 옹호에 따라 사표 제출 의사를 반려했고, 이후 4차례 카탈루냐 선수권 대회 우승과 2차례 코파 델 레이 우승을 이끌어냈다. 알칸타라를 비롯한 바르사 선수단은 그린웰 감독의 지도 하에 사히바르바, 리카르도 사모라, 주제프 사미티에르, 펠릭스 세수마가, 그리고 플러트코 페렌츠가 협력했다. 바르셀로나에서, 그린웰은 혁신적인 전술 접근 방식으로 회자되었는데, 공을 몰고 상대를 지나치기 보다는 패스 위주의 경기로 후방에서 공격을 준비하는 방법에 집중했다.
1923년에 바르셀로나를 떠난 그린웰은 이웃 에스파뇰의 감독이 되었다. 1928년, 그는 에스파뇰이 라 리가의 초대 시즌에 참가할 수 있도록 이끌었지만, 리그 첫 시즌을 7위로 마무리했다. 그러나, 에스파뇰은 리그에서의 실망스러운 결과를 카탈루냐 선수권 대회와 사상 첫 코파 델 레이의 동시 석권으로 1929년을 화려하게 마무리했다. 리카르도 사모라와 리카르도 사프리사가 있는 선수진을 이끈 그린웰은 스포르팅 히혼과 아레나스 게초를 차례로 쓰러뜨리며 전진했다. 8강전에서 에스파뇰은 아틀레틱 마드리드를 합계 9-3으로 이기고 준결승전에서는 라 리가 정상에 오르는 바르셀로나를 3-1로 잡고, 결승전에서는 레알 마드리드마저 제치며 정상에 올랐다. 그린웰은 한 시즌 더 에스파뇰 지휘봉을 잡았지만, 경력에 우승을 추가하는 데에는 실패했다.
그린웰은 바르셀로나로 복귀해 1931년부터 2년을 더 지도했고, 1931-32 시즌에 또다시 카탈루냐 선수권 대회를 우승했다. 바르셀로나 감독직 2기를 끝낸 그린웰은 1933-34 시즌에 발렌시아의 감독을 맡았다. 발렌시아는 라 리가에서 7위의 성적에 그쳤지만, 발렌시아 선수권 대회를 우승했고, 코파 데 에스파냐 결승전까지 올라갔다. 결승전에서 그린웰은 자신의 옛 제자였으며 당시 마드리드에서 활약했던 사미티에르와 사모라를 상대했다. 당시 마드리드 축구단으로 알려졌던 결승 상대는 결승전에서 발렌시아를 2-1로 이겼다.

### 남미 무대
그린웰은 그의 잉글랜드인 배우자 도리스 루빈스틴과 함께 스페인 내전 당시 피난을 갔다. 튀르키예에서 잠깐 감독을 맡은 그는 1939년에 페루에서 감독일을 했는데, 우니베르시타리오 데포르테스와 페루 국가대표팀 감독을 동시에 맡았다. 그는 우니베르시타리오의 리그 우승을 이끌었다. 같은 해에 페루는 1939년 남미 축구 선수권 대회를 개최했다. 콜롬비아, 아르헨티나, 볼리비아, 그리고 브라질이 모두 대회 전에 불참 의사를 밝힌 가운데, 칠레, 에콰도르, 파라과이, 우루과이, 그리고 페루의 남은 5개국이 하나의 조로 묶여 리그전을 펼쳐 서로 한 번씩 경기를 치렀다. 우루과이와 페루는 나란히 처음 세 경기를 이긴 와중에 최종전에서 맞대결을 펼치면서 이 경기는 사실상 결승전이 되었다. 페루가 이 경기에서 2-1로 이기고 남미 정상에 올랐다.
1940년, 그린웰은 콜롬비아의 항구 도시 바랑키야로 이주했고, 콜롬비아 국가대표팀을 도와 1942년 중미카리브 게임을 준비했다. 그러나, 제2차 세계 대전으로 정치적 격동의 소용돌이가 불면서 바랑키야의 대회 개최는 1946년까지 연기되었다.
1942년, 그는 인데펜디엔테 산타 페의 감독이 되었고, 쿤디나마르카 대회 결승전(당시 콜롬비아에는 리그가 출범하지 않았다)에 올랐는데, 소속 구단은 결승전에서 아메리카 데 칼리에 패하였다. 그 해 말, 그는 훈련을 마치고 차로 귀가하던 도중 심장마비로 영면에 들었다. 그는 유족으로 배우자와 딸 카르멘을 남겨두었다.

## 수상

### 선수
크룩 타운
- 크룩 시 리그:[6] 1902

웨스트 오클랜드
- 토머스 립턴 경 트로피: 1909

바르셀로나
- 카탈루냐 선수권 대회: 1912–13, 1915–16

### 감독
바르셀로나
- 코파 델 레이: 1920, 1922
- 카탈루냐 선수권 대회: 1918–19, 1919–20, 1920–21, 1921–22, 1931–32

에스파뇰
- 코파 델 레이: 1928-29
- 카탈루냐 선수권 대회: 1928-29

발렌시아
- 발렌시아 선수권 대회: 1933-34

우니베르시타리오 데포르테스
- 페루 프리메라 디비시온: 1939

페루
- 남미 축구 선수권 대회: 1939
- 볼리바르 경기 대회: 1938

인데펜디엔테 산타 페
- 쿤디나마르카 대회